# NGC 2238
NGC 2238 est une nébuleuse en émission située dans la constellation de la Licorne. NGC 2238 a été découvert par l'astronome allemand Albert Marth en 1864.
NGC 2238 est une partie de la grande nébuleuse de la Rosette.